# شاركنيدو 2: ذا سيكوند وان
شاركنيدو 2: ذا سيكوند وان (بالإنجليزية: Sharknado 2: The Second One)‏ هو فيلم خيال علمي أصدرت في 30 يوليو 2014 وهو مشابه للفيلم 2013 شاركنيدو.

## قصة الفيلم
نظام الطقس الغريب يتحول إلى الغضب القاتل على مدينة نيويورك، وإطلاق العنان على السكان.

## وصلات خارجية
- شاركنيدو 2: ذا سيكوند وان على موقع IMDb (الإنجليزية)
- شاركنيدو 2: ذا سيكوند وان على موقع ميتاكريتيك (الإنجليزية)
- شاركنيدو 2: ذا سيكوند وان على موقع روتن توميتوز (الإنجليزية)
- شاركنيدو 2: ذا سيكوند وان على موقع نتفليكس (الإنجليزية)
- شاركنيدو 2: ذا سيكوند وان على موقع ألو سيني (الفرنسية)
- شاركنيدو 2: ذا سيكوند وان على موقع أول موفي (الإنجليزية)
- شاركنيدو 2: ذا سيكوند وان على موقع قاعدة بيانات الفيلم (الإنجليزية)
- شاركنيدو 2: ذا سيكوند وان على موقع ليتربوكسد (الإنجليزية)
- شاركنيدو 2: ذا سيكوند وان على موقع كينوبويسك (الروسية)

1. ↑  مذكور في: قاعدة بيانات الأفلام على الإنترنت. مُعرِّف قاعدة بيانات الأفلام على الإنترنت (IMDb): tt3062074. الوصول: 12 يونيو 2019. لغة العمل أو لغة الاسم: الإنجليزية.
2. ↑  مذكور في: سجل معرف الترفيه. مُعرِّف سجل التَّرفيه (EIDR): 10.5240/8479-32FB-9854-C2CF-4EC7-7. الوصول: 12 يونيو 2019.
3. ↑  مذكور في: Terjesztésre kerülő filmalkotások és artfilmek nyilvántartása. الوصول: 14 أبريل 2023. الناشر: الهيئة الوطنية للإعلام والاتصال. لغة العمل أو لغة الاسم: المجرية.
4. ↑  "معلومات عن شاركنيدو 2: ذا سيكوند وان على موقع allocine.fr". allocine.fr. مؤرشف من الأصل في 2018-10-03.
5. ↑  "معلومات عن شاركنيدو 2: ذا سيكوند وان على موقع synchronkartei.de". synchronkartei.de. مؤرشف من الأصل في 2019-09-28.
6. ↑  "معلومات عن شاركنيدو 2: ذا سيكوند وان على موقع moviemeter.nl". moviemeter.nl. مؤرشف من الأصل في 2019-09-28.